# Americano rosso
Americano rosso è un film del 1991 diretto da Alessandro D'Alatri, al suo esordio alla regìa d'un lungometraggio, tratto dal romanzo omonimo di Gino Pugnetti.
Il titolo deriva dal nome d'un cocktail molto popolare nell'Italia degli anni trenta che, contrariamente al nome, è fatto esclusivamente con prodotti italiani: Campari, Vermouth rosso e seltz; è infatti il cocktail preferito del protagonista del film, destinato ad incontrare un ingenuo americano che tale non è.

## Trama
Estate 1934, vigilia di Ferragosto. Vittorio è stato appena licenziato dall'agenzia matrimoniale dello zio Oscar il quale ha scoperto che la moglie lo tradisce proprio con il nipote. Per conservare il lavoro, Vittorio ricatta lo zio minacciandolo di rivelare il suo passato e i loschi traffici che questi ha imbastito quando era emigrato in America. Ma non c'è niente da fare: il licenziamento è definitivo. Vittorio tuttavia non se ne preoccupa molto perché, essendo fascista della prima ora, ritiene di poter trovare facilmente un impiego, magari nel cinema data la sua somiglianza con Clark Gable, come almeno dicono gli amici.
Vittorio incontra George Maniago, un italo-americano che bussa all'agenzia matrimoniale, ormai chiusa per le vacanze estive. Anziano e ricco, George vuole una sposina delle sue parti: bella, formosa, ma soprattutto illibata. Vittorio si offre di aiutarlo in cambio di una vacanza gratuita nella riviera veneta con soggiorno negli alberghi più lussuosi.
Viaggiando sull'auto presa a nolo da George, Vittorio fa conoscere al ricco americano, che di mestiere fa l'estetista di defunti, alcune improponibili aspiranti alle nozze, servendosi delle schede sottratte all'agenzia: una ballerina del varietà, una matura vedova, una bella e sfacciata donna di mondo, una giovane contadina sordomuta.
L'americano, che non ha tempo da perdere poiché ha già prenotato per sé e la futura moglie i biglietti di ritorno negli Stati Uniti, rifiuta naturalmente le donne proposte, anche se belle come la spregiudicata Zaira, che Vittorio ha avuto modo di "saggiare" in sua assenza.
Casualmente, quando il tempo sta ormai per scadere, Vittorio trova la donna adatta per George Maniago: Antonietta, una giovane domestica, maltrattata dal padrone dell'osteria dove i due si sono recati per cenare. George accetta soddisfatto la proposta ed anche Antonietta si rassegna a sposarlo.
Vittorio deve accompagnare a Udine la giovane per aiutarla a ottenere al più presto il passaporto, con l'aiuto del suo amico questore, suo camerata nelle avventure squadriste. Durante il soggiorno nella città friulana, però, i due giovani si innamorano e Vittorio ha l'occasione di scoprire che neppure Antonietta ha il requisito della verginità a cui l'americano tiene molto.
Vittorio vorrebbe iniziare una nuova vita con Antonietta, la quale però ha troppo sofferto la povertà per accettare la sua proposta. Così la giovane parte per l'America con il suo promesso sposo George che, soddisfatto, compensa generosamente Vittorio per il suo lavoro, riprendendosi però il denaro che questi gli aveva sgraffignato. L'americano infatti non è così ingenuo come appare.
Di questo si accorge casualmente Vittorio leggendo su un giornale la notizia dell'assassinio dello zio Oscar, di cui proprio lui, a causa dell'ultimo litigio avuto, è sospettato. Viene fermato dalla polizia mentre è alla guida dell'auto noleggiata dall'americano, che Vittorio deve riconsegnare, e la polizia rinviene, nascoste nell'automobile, una grossa somma di denaro e, soprattutto, l'arma del delitto. Folgorato dalla verità, Vittorio capisce di essere caduto nella trappola di George Maniago: l'americano ha saldato i vecchi conti in sospeso con lo zio Oscar e si è servito di Vittorio per addossargli l'omicidio. Vittorio proclama con forza la sua innocenza, ma non viene creduto: non gli rimane che sperare nella protezione del camerata Benito Mussolini.

## Produzione
Il film è stato girato tra il Veneto e il Friuli, in particolare a Feltre, Jesolo. Vi sono anche riprese a Roma e Udine.

## Distribuzione
Il film fu distribuito nelle sale cinematografiche nel settembre 1991.

## Curiosità
- L'attore statunitense Burt Young recita con la propria voce.
- È stata l'ultima apparizione cinematografica per Giampaolo Saccarola che morì nello stesso anno per un incidente stradale.

## Accoglienza

### Critica
(Gian Luigi Rondi, Il Tempo)
(Giovanni Grazzini, Il Messaggero)
(Lietta Tornabuoni, La Stampa)
(Alfio Cantelli, Il Giornale)
(Tullio Kezich, Corriere della Sera)
(Paolo Mereghetti, Dizionario dei film, ed. 1994.)

## Riconoscimenti
- David di Donatello per il miglior regista esordiente (1991)
- Ciak d'oro per la migliore opera prima (1992)[2]
- Ciak d'oro per la migliore fotografia a Alessio Gelsini Torresi[2]